# Passiflora tetrandra
Passiflora tetrandra är en passionsblomsväxtart som beskrevs av Joseph Banks, Amp; Soland. och Dc.. Passiflora tetrandra ingår i släktet passionsblommor, och familjen passionsblomsväxter. Inga underarter finns listade i Catalogue of Life.

## Bildgalleri

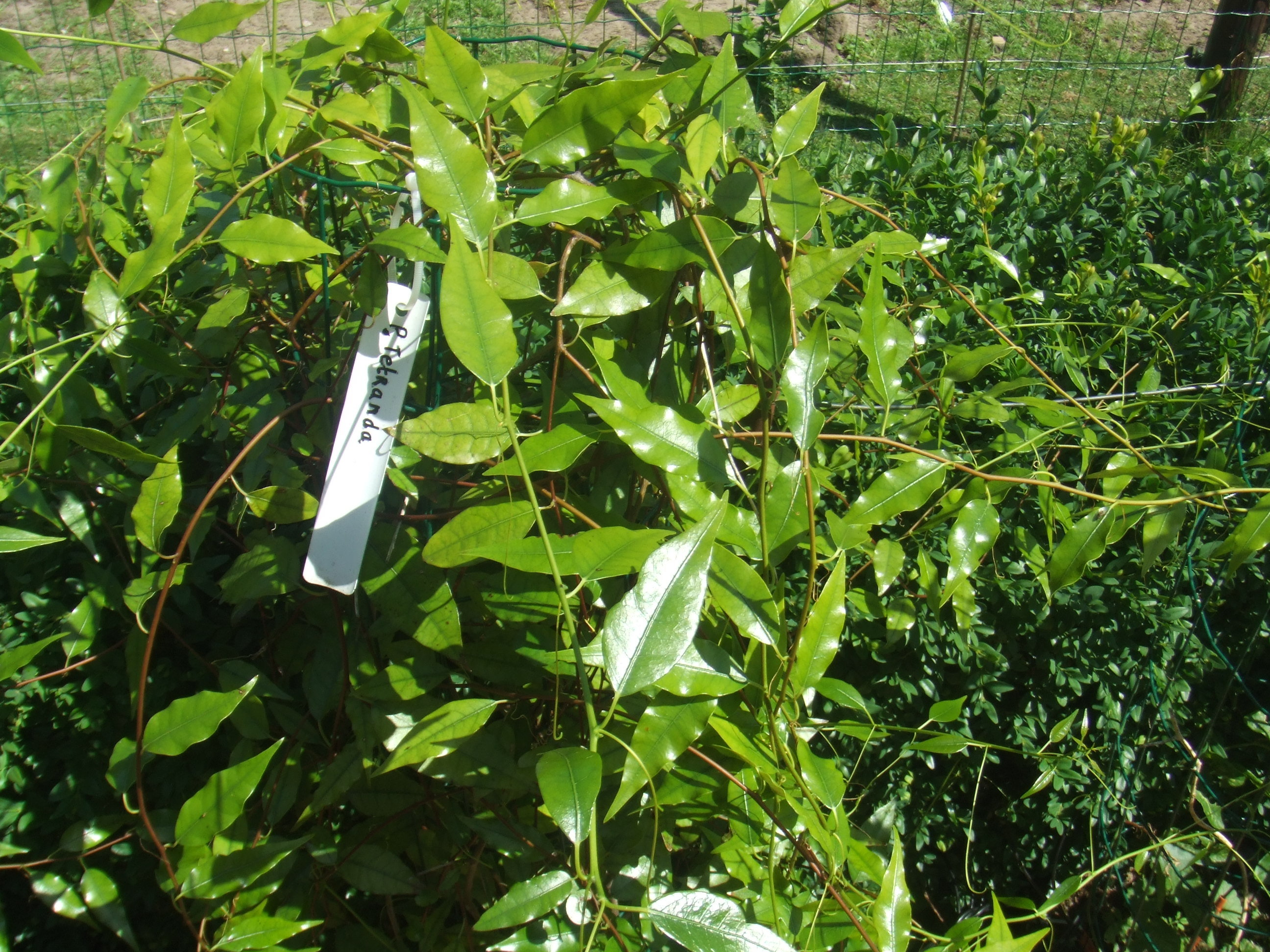